# Tiro ao Álvaro
Tiro ao Álvaro (en español Tiro a Álvaro) es una canción de samba compuesta en 1960, con letra de Adoniran Barbosa y Osvaldo Moles y música de Barbosa. La canción fue censurada por la dictadura militar brasileña ya que contenía letras humorísticas con palabras deliberadamente mal escritas. La canción hace referencia al deporte del tiro al blanco, que en Brasil se llama "tiro ao alvo";

## Historia
Durante la dictadura militar, a un opositor al régimen se le llamaba "alvo" (objetivo). Barbosa, esperando no ser censurado, cambió el término por el nombre común Álvaro, que tiene una perfecta asonancia con "alvo".
La canción también fue censurada bajo el pretexto de un "...texto de mal gusto...", porque alteraba ciertas palabras con el uso del acento paulista: "flechada" (flecha) con "frechada", "tábua" (placa) con “táubua”, “automóvel” (automóvil) con "automorver" y "revólver" con "revorver".